# 第25歩兵師団 (韓国陸軍)
第25歩兵師団（だい25ほへいしだん、朝鮮語: 제25보병사단、The 25th Infantry Division、第二十五步兵師團）は大韓民国陸軍の歩兵師団の1つ。愛称は飛竜部隊（비룡부대）。1974年11月、第1南侵トンネル（京畿道漣川郡百鶴面浦春里）を発見した事で知られる。また、1968年1月21日、青瓦台襲撃未遂事件にて金新朝少尉をはじめとする朝鮮人民軍部隊30人余りが潜入したルートがこの部分区域内にある。
飛竜の滝に由来されて飛竜部隊という愛称を持つようになった。敬礼スローガンは「団結」である。（2013年、「団結見敵必殺」朝鮮語: 단결 견적필살に変更）。師団本部は楊州市にあるが、部隊のほとんどは主に坡州市の積城面や坡平面に展開しており、いくつかの部隊は漣川地域にも広がっている。前方部隊としてGOPとGPの境界を担当している。

## 歴史
朝鮮戦争休戦協定最中の1953年4月21日に江原道雪岳山付近で16番目に創設され、同年5月15日、襄陽郡の大浦里飛行場（現束草市大浦洞）にて師団旗授与式が行われた。初代師団長は文容彩大領。
1953年7月7日、第70連隊が第21師団第63連隊の陣地を引き継ぐ。7月13日、砲兵第217大隊および第632大隊がソウル靑坡洞から楊口に移動し、アメリカ軍第40師団に配属される。
休戦後は36回の対間諜作戦を行い、1974年に高浪浦にて第1南侵トンネルを発見し、1979年には人民軍第3師団民警大隊の安燦一上士を誘導帰順させた。
以来、9回の移動を経て、1964年3月15日に現地に至る。
1991年末、第1トンネルにほど近い百鶴面の九尾里にて民間団体が「第5トンネル」、通称「漣川トンネル」とされるものを発見した際、調査に立ち会ったものの、2000年に「漣川トンネル」は自然洞窟との結論が出された。
2012年には韓国ヤクルトとの姉妹提携を結んだ。

## 編成
- 70歩兵連隊（予備連隊のためGOP境界作戦をしていない。）
  - 2大隊(新兵教育隊)
- 71歩兵連隊 (海龍部隊)
- 72歩兵連隊（青龍部隊）
- 砲兵連隊
  - 206砲兵隊
  - 213砲兵隊
  - 217砲兵隊
  - 632砲兵隊
- 本部隊
- 工兵隊
- 整備大隊
- 普及輸送大隊
- 調査大隊
- 医務大隊
- 情報通信大隊
- 戦車大隊
- 憲兵隊
- 化学兵器支援隊
- TOW中隊
- 防空中隊
- 補充中隊
- 機務隊
- 航空隊

## 師団長
| 代 | 氏名                 | 氏名     | 在任期間              | 出身校・期 | 前職                               | 後職                     | 備考                             |
| -- | -------------------- | -------- | --------------------- | ---------- | ---------------------------------- | ------------------------ | -------------------------------- |
| 代 | 漢字/片仮名表記      | 原語表記 | 在任期間              | 出身校・期 | 前職                               | 後職                     | 備考                             |
| 1  | 文容彩               | 문용채   | 1954.4.19 -           | 奉天5期    | 第16連隊長                         |                          | 大領                             |
| 2  | 兪海濬               | 유해준   | 1956 - 1957.7         | 軍英1期    | 南部地区警備司令官                 | 歩兵学校長               |                                  |
| 3  | 張好珍               | 장호진   | 1957.7 - 1957.8       |            |                                    | 陸大入学                 | 准将                             |
| 4  | 徐鐘喆               | 서종철   | 1957.8 - 1959.7.25    | 警備1期    | 第31師団長                         | 第1軍参謀長              | 准将                             |
| 5  | 崔英圭               | 최영규   | 1959.7.25 - 1959.12.3 |            | 第三港湾司令官                     | 陸本附                   | 所属L-19航空機越北事件により更迭 |
| 6  | 金在命               | 김재명   | 1960 - 1962           | 2期        | 30師団長                           | 第3軍管区司令官          |                                  |
| 7  | 黄弼周               | 황필주   | 1962 - 1963           | 2期        |                                    |                          |                                  |
| 8  | 李承雨               | 이승우   | 1963 - 1965?          | 8期        | 文教部次官                         | ？                       | 准将                             |
| 9  | 郭哲鍾               | 곽철종   | 1965 - 1966.5         | 4期        | 第32師団長                         | 第6軍管区副司令官        | 准将                             |
| 10 | 張虎崗               | 장호강   | 1966.5 - 1967.12      | 8期特      | 38師団長                           | 軍需基地司令部副司令官   |                                  |
| 11 | 孫章來               | 손장래   | 1967? - 1969?         | 9期        | 30師団長                           | 合同参謀本部戦略企画局長 |                                  |
| 12 | 金容烋               | 김용휴   | 1969? - 1973.8        | 7期        | 駐越副司令                         | 第6軍団長                |                                  |
| 19 | 金英圭               | 김영규   | 1978 - 1980           | 甲種4期    | ?                                  | 東海警備司令官           |                                  |
| 20 | 金基宅               | 김기택   | 1980 - 1981           | 11期       | 首都警備司令部参謀長               | 第1軍参謀長              |                                  |
| 21 | ?                    |          | 1981 - ?              | ?          | ?                                  |                          |                                  |
| 22 | 李大熙               | 이대희   | ? - 1985.5            | 15期       | ?                                  | 陸軍本部人事参謀部長     | ハナフェ                         |
| 23 | 林福鎮               | 임복진   | 1985.5 - 1987         | 17期       | ?                                  | 戦闘兵科学校長           |                                  |
| 24 | 張城                 | 장성     | 1987 - 1988           | 18期       | 国防部投資事業調整官               | 陸軍本部政策企画室長     |                                  |
| 25 | 金武雄               | 김무웅   | 1988 - 1992?          | 20期       | ?                                  | 韓米野戦軍司令部副司令官 | ハナフェ                         |
| 26 | 劉孝一               | 유효일   | 1992? - 1993?         | 22期       | 首都砲兵旅団長                     | 陸軍大学総長             | ハナフェ                         |
| 27 | 朴寧益               | 박영익   | ? - ?                 | 23期       | 7軍団作戦参謀                      | 国防部獲得開発局長       |                                  |
| 28 | 林昌圭               | 임창규   | 1995? - 1996.4        | ?          | ?                                  | 予備役                   |                                  |
| 29 | 徐鍾杓               | 서종표   | 1996.4 - 1999.4       | 25期       | 首都砲兵旅団長                     | 陸軍本部監察官           |                                  |
| 31 | 趙在土               | 조재토   | 2000 - 2002.4         | 学区9期    | 3軍軍需処長                        | 陸軍本部軍需参謀部長     |                                  |
| 32 | 李光東               | 이광동   | 2002.4 - 2004.6       | 30期       | 2軍作戦処長                        | 3軍副司令官              |                                  |
| 33 |                      |          | 2004.6 - 2006.5       |            |                                    |                          |                                  |
| 34 | イム・ウンスン       | 임응순   | 2006.5 - 2008.4       | 33期       | ?                                  | 情報司令官               |                                  |
| 35 | キム・ジョンチュル   | 김종출   | 2008.4 - 2010.6.30    | 35期       | ?                                  | 3軍参謀長                |                                  |
| 36 | シン・ドンマン       | 신동만   | 2010.6.30 - 2012.5    | 三士14期   | 韓米連合司令部地上軍計画課長       | 韓国陸軍砲兵学校長       |                                  |
| 37 | ピョン・チェソン     | 변재선   | 2012.5 - 2014.5       | 39期       | 首都軍団参謀長                     | 陸軍本部情報化企画室長   |                                  |
| 38 | 徐旭                 | 서욱     | 2014.4 - 2015.11.2    | 陸士42期   | 第93連隊長                         | 合同参謀本部作戦部長     |                                  |
| 39 | アン・ヨンホ         | 안영호   | 2015.11.2 - 2017.9    | 陸士42期   | 国防部戦費態勢検閲団副団長         | 第1軍団長                |                                  |
| 40 | チョン・チャンファン | 정찬환   | 2017.9 - 2015.11.2    | 陸士44期   | 第3軍軍需処長                      | 陸軍軍需司令部参謀長     |                                  |
| 41 | コ・テナム           | 고태남   | 2019.5 - 2021.5       | 陸士46期   | 地上作戦司令部軍事支援参謀部長     | 陸軍人事司令官           |                                  |
| 42 | 高賢錫               | 고현석   | 2021.6 - 2022.6       | 学士29期   | 陸軍本部企画管理参謀部戦力計画次長 | 第7軍団長                |                                  |

## 部隊標識
白い縁に平和を表す緑色で塗られた下向きの五角形の中に、朝鮮民族を表す白で25の数字が書かれている。五角形は忠孝勇義信の花郎精神、数字は部隊番号、緑は平和と理想、白は白衣民族の一致と純潔、外郭線は鉄桶のような防御陣を意味し、1960年11月29日に師団長の金在命少将が25cm正五角形を基準に以前のものを修正して制定した。それ以前のものは白縁がなく、各3つの突起の付いた2と5の間に赤いハートマークが入っていた。これは、1953年5月11日に全体的な形は師団長の文容彩准将が、ハートマークは夫人が提案して制定した。